# Giordano Bruno

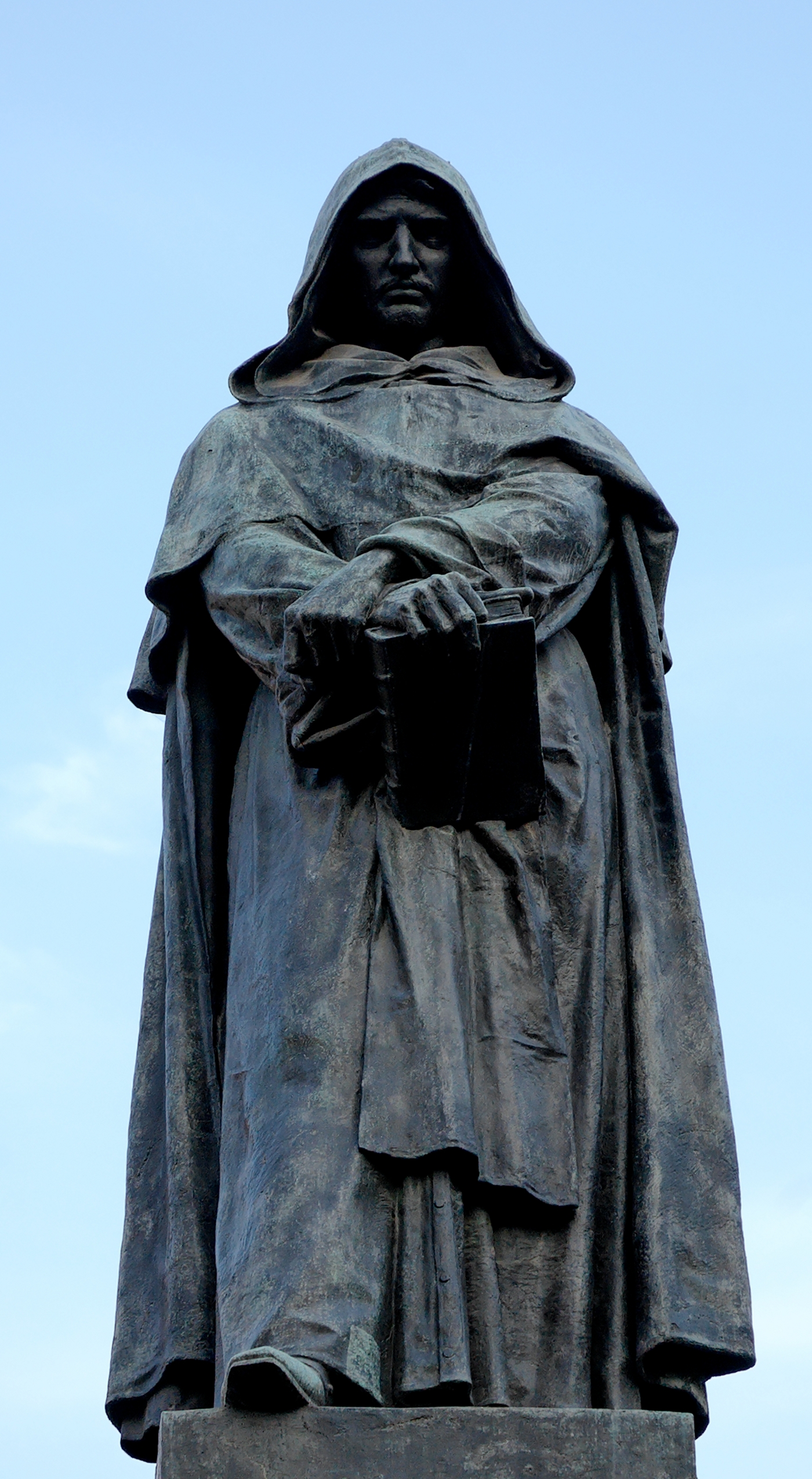
Giordano Bruno

Giordano Bruno (Tháng 1 năm 1548 tại Nola - 17 tháng 2 năm 1600 tại Roma) là một tu sĩ dòng Đa Minh, nhà triết học, nhà toán học và nhà thiên văn học người Ý. Bruno được biết đến với các lý thuyết mở rộng hơn nữa thuyết nhật tâm của Nicolaus Copernicus khi đề xuất rằng các ngôi sao chỉ là các mặt trời bên ngoài Thái dương hệ và có các hành tinh của chúng xoay quanh, và hơn nữa có khả năng rằng tại các hành tinh này thậm chí còn có thể hình thành sự sống. Ông cũng khẳng định rằng vũ trụ là bao la vô tận và do vậy không có thiên thể nào ở "trung tâm".
Năm 1593, Bruno bắt đầu bị Tòa án dị giáo Roma xét xử, dưới sự chủ trì của Hồng y Bellarmino, do việc chối bỏ một số giáo lý Công giáo nền tảng (như về Ba Ngôi, thiên tính của Đức Kitô, sự đồng trinh của Maria, sự biến đổi bản thể). Quan điểm phiếm thần của ông cũng là một vấn đề bị lưu ý nghiêm trọng. Tòa án đã kết tội và ông bị hỏa thiêu tại Roma vào năm 1600. Sau khi chết, ông trở nên nổi tiếng, đặc biệt là với các nhà bình luận thế kỷ 19 và đầu thế kỷ 20 coi ông là một tấm gương hy sinh vì khoa học, mặc dù các học giả nhấn mạnh rằng quan điểm thiên văn học nhiều nhất cũng chỉ là một nhân tố nhỏ trong các niềm tin thần học và triết học của Bruno dẫn đến vụ xét xử.

## Tiểu sử
- Sinh tại Nola, được đặt tên là Filippo Bruno
- Mồ côi cha từ nhỏ, được nuôi dưỡng trong một tu viện thuộc dòng Đa Minh.[9]
- Gia nhập dòng Đa Minh năm 17 tuổi.
- Đã từng đọc cuốn Về sự chuyển động của các thiên thể trên bầu trời của Nicolaus Copernicus.[9]
- Phải rời khỏi nước Ý để tránh sự truy sát của tòa án tôn giáo do có những tư tưởng tiến bộ.[9]
- Trở về quê hương và bị bắt vào ngày 23 tháng 5 năm 1592.[9]
- Bị thiêu sống vào ngày 17 tháng 2 năm 1600 tại Quảng trường Hoa, trước khi lên giàn thiêu, ông nói câu nói bất hủ: "Dù thế nào đi chăng nữa, Trái Đất vẫn chỉ là hạt cát trong vũ trụ bao la và sự sống là phổ biến."[9]

## Sự nghiệp

### Triết học

#### Tổng quan
Nói chung, học thuyết về triết học của Bruno kế thừa những tư tưởng của Democritus, Epicurus, Heraclitus,... Nó là sản phẩm của chủ nghĩa duy vật thời đại Phục hưng và sự tiếp nối, phát triển những gì mà Copernicus để lại trong điều kiện mới.

#### Thế giới quan[10]
Đối với Bruno, thế giới này là thế giới vật chất, vô tận và vĩnh viễn. Hệ Mặt Trời chỉ là một trong vô vàn các hệ thống của vũ trụ. Trái Đất chỉ là một hạt bụi trong vũ trụ bao la. Như vậy, thế giới của nhà triết học Ý là một vũ trụ không có điểm dừng. Nó đã vượt qua thế giới của Copernicus bởi nhà thiên văn học vĩ đại này cho rằng thế giới có giới hạn của riêng nó. Không chỉ có vậy, Bruno còn đi xa hơn khi cho rằng không chỉ có Trái Đất mà cả Mặt Trời cũng có chuyển động của riêng mình và khí quyển xoay chuyển cùng Trái Đất. Nếu ta nhìn vào hoàn cảnh khi đó, ta thấy ý kiến của Bruno có ý nghĩa như thế nào. Cần biết rằng đến thế kỷ 18, cơ bản là con người mới tin rằng Trái Đất quay quanh Mặt Trời. Tức là ý kiến Trái Đất có chuyển động đã bị hoài nghi trong một thời gian dài. Nếu chuyển động của Trái Đất còn bị nghi ngờ như thế thì mấy ai suy nghĩ đến xem Mặt Trời và bầu khí quyển có chuyển động hay không.
Bruno cũng đi theo trào lưu chống lại sự thống trị về tư tưởng của tôn giáo khi cho rằng các hiện tượng tự nhiên có nguồn gốc từ vật chất. Vật chất tự thiết định mình bằng sự thống nhất giữa nguyên nhân và cơ sở tồn tại của nó. Cơ sở tồn tại của vật chất nằm ngay trong chính vật chất và đây là thứ thiết định nên kết cấu bên trong của vật chất, còn nguyên nhân thì thiết định cấu tạo bên ngoài. Bruno chỉ ra rằngː
| “ | Cái lúc đầu là hạt lúa mì thì trở thành cây lúa mì, sau đó là bông lúa mì, sau đó là bánh mì, dịch ăn, máu, tinh dịch, động vật, phôi thai, con người, xác; sau đó là đất và đá. Do vậy, ở đây chúng ta nhận thức được một cái biến hóa về thành vạn vật, nhưng tự nó luôn luôn là bất biến. Như vậy thực sự thì không có gì bất biến, vĩnh cửu và xứng đáng với cái tên gọi bản nguyên, ngoài một mình vật chất. Với tư cách là cái tuyệt đối, vật chất bao hàm trong mình mọi hình thức mà nó thể hiện qua đó, không phải từ ai khác nào đó, mà sản sinh ra từ chính bản thân mình. Một cái gì chết đi ở đâu đó, thì đó chỉ là sự ra đời của cuộc sống mới | ” |

Tuy còn khiếm khuyết khi cho rằng vật chất hữu sinh ra đời trước vật chất vô sinh (ta biết rằng thực tế phải là ngược lại), Bruno cũng có một ý kiến đúng đắnː khi giải thích các hiện tượng tự nhiên, đừng đi tìm các lực lượng tôn giáo nào đó mà hãy tìm ngay trong chính vật chất.
Bruno còn nêu ra phạm trù cái duy nhất. Đối với phiếm thần luận, đó là Thượng đế tồn tại dưới dạng tự nhiên. Trên thực tế, Thượng đế chỉ tồn tại trên danh nghĩa vì mọi sự vật chỉ là những biểu hiện cụ thể của cái duy nhất. Nếu sự vật biến đổi không ngừng thì cái duy nhất lại cho thấy sự bất biến. Ở đây, tuy có màu sắc của chủ nghĩa đa thần, Bruno đã tỏ ra mình là người đối lập với tôn giáo cầm quyền khi đó vì rõ ràng, tư tưởng của ông mang màu sắc duy vật. "Tự nhiên là Thượng đế trong mọi vật" và nó không được sáng tạo bởi bất kỳ ai.

#### Phương pháp luận[11]
Bruno có những đóng góp không hề nhỏ cho sự phát triển của phép biện chứngː
- Ông đưa ra tư tưởng về sự phù hợp giữa các mặt đối lập. Bruno cho rằng thế giới là sự phù hợp giữa cái tối thiểu và cái tối đa, cái này mất đi thì cái khác sẽ ra đời. Ông viếtː

| “ | Nếu suy nghĩ một cách chín chắn thì chúng ta sẽ thấy rằng tiêu diệt chẳng qua chỉ là phát sinh, phát sinh chẳng qua chỉ là tiêu diệt. Tình yêu là lòng căm thù, lòng căm thù là tình yêu. Rốt cục, căm thù là cái đối lập tức căm thù là cái thứ hai. Do vậy, về mặt thực thể và gốc rễ, tình yêu và căm thù, hữu nghị và thù hằn là cùng một cái | ” |

- Như vậy, các mặt đối lập không chỉ bài trừ lẫn nhau mà còn thống nhất với nhau. Quá trình tiêu diệt và phát sinh là hai quá trình độc lập, nhưng tiêu diệt chỉ đơn thuần là sự chuyển hóa từ cái này sang cái khác. Trong quá trình nhận thức, con người chỉ nhận thức được một mặt trong mối quan hệ của nó với những cái đối lập với nó. Từ sự đối lập với căm thù, ta định nghĩa thế nào là tình yêu và ngược lại.
- Kế thừa tư tưởng của Heraclitus, Bruno cho rằng tất cả mọi thứ đều tồn tại trong cái biến đổi. Tư tưởng về phát triển là sự tiếp nối nguyên tắc về sự phù hợp giữa các mặt đối lập.

Tuy nhiên, khi giải thích về vận động, nhà triết học lại cho thấy tư tưởng duy tâm khi cho rằng linh hồn là thứ tạo ra lực đẩy. Nó điều khiển mọi sự vật phát triển theo quy luật tất định.

#### Nghiên cứuvềđơn tử[12]
Đây là học thuyết được Bruno xây dựng trên cơ sở học thuyết về nguyên tử của Democritus và toán học. Ông chỉ ra rằng về mặt vật lý, học thuyết này có giá trị vì nguyên tử là cái tối thiểu (Đối với Bruno, có ba loại tối thiểuː điểm trong toán học, nguyên tử trong vật lý và đơn tử trong triết học). Cái tối thiểu phải phù hợp với cái tối đa. Cái tối đa là giới tự nhiên vô tận với tất cả các hình thức của nó. Vậy cái tối thiểu sẽ là đơn tử. Đơn tử là phần tử nhỏ nhất của triết học, có khả năng chứa đựng tinh thần. Nó là căn nguyên của tất cả các sự vật trong vũ trụ. Bruno có viếtː
| “ | Cái được sản sinh ra, cái sinh ra cái khác và cái là nguồn gốc của sự sản sinh bao giờ cũng về một thực thể. Nhờ đó, người ta không lấy làm lạ khi Heraclitus cho rằng mọi vật thật ra là một khối thống nhất, nhờ biến đổi nên khối thống nhất bao hàm tất cả. | ” |

#### Nhận thức luận[13]
Bruno tỏ ra cùng quan điểm với những đồng nghiệp đương thời khi khẳng định giá trị của con người được thể hiện thông qua nhận thức. Nhận thức là hướng tới chân lý, nhưng chỉ có một chân lý duy nhất là chân lý của triết học và khoa học. Còn nếu có cái thứ hai thì thật là hoang đường, phi lý.
Đối với ông, tự nhiên là đối tượng của nhận thức. Nhà triết học đã đưa ra nguyên tắc nghi ngờ trong nhận thức. Theo quan điểm của Bruno, không nên dựa vào quá khứ khi phán đoán sự vật mà phải dựa vào lý trí của thực nghiệm để đảm bảo tính xác thực của tri thức. Tri thức chân chính không phải là thứ của uy quyền và lòng tin mù quáng.
Bruno đã chia quá trình nhận thức thành 3 giai đoạnː
- Cảm tínhː Cảm giác sẽ là điều cần thiết chúng ta tiếp nhận chủ thể. Tuy nhiên, đó chỉ là bề ngoài của chủ thể đó.
- Lý tríː Lúc này, con người đã phát hiện ra chân lý. Tuy nhiên, chân lý mới chỉ là một phần thôi, chưa bộc lộ hết. Nó giống như "ánh mặt trăng được phản chiếu bởi ánh mặt trời".
- Trí tuệ (hay còn gọi là intellectus)ː Lúc này chúng ta mới biết được chân lý đầy đủ là gì. Chính vì vậy, đây là đỉnh cao của nhận thức.

Dù có hạn chế, Bruno đã cho thấy nhiều điểm hợp lý trong nghiên cứu về nhận thức luận. Về cơ bản, nhận thức luận của ông mang tính chất duy vật. 

## Tác phẩm
- De umbris idearum (Paris, 1582)
- Cantus Circaeus (1582)
- De compendiosa architectura (1582)
- Candelaio (1582; kịch)
- Ars reminiscendi (1583)
- Explicatio triginta sigillorum (1583)
- Sigillus sigillorum (1583)
- La Cena de le Ceneri (1584)
- De la causa, principio, et uno (1584)
- De l'infinito universo et mondi (1584)
- Spaccio de la Bestia Trionfante (1584)
- Cabala del cavallo Pegaseo–Asino Cillenico (1585)
- De gli heroici furori (1585)
- Figuratio Aristotelici Physici auditus (1585)
- Dialogi duo de Fabricii Mordentis Salernitani (1586)
- Idiota triumphans (1586)
- De somni interpretatione (1586)
- Animadversiones circa lampadem lullianam (1586)
- Lampas triginta statuarum (1586)
- Centum et viginti articuli de natura et mundo adversus peripateticos (1586)
- Delampade combinatoria Lulliana (1587)
- De progressu et lampade venatoria logicorum (1587)
- Oratio valedictoria (1588)
- Camoeracensis Acrotismus (1588)
- De specierum scrutinio (1588)
- Articuli centum et sexaginta adversus huius tempestatismathematicos atque Philosophos (1588)
- Oratio consolatoria (1589)
- De vinculis in genere (1591)
- De triplici minimo et mensura (1591)
- De monade numero et figura (Frankfurt, 1591)
- De innumerabilibus, immenso, et infigurabili (1591)
- De imaginum, signorum et idearum compositione (1591)
- Summa terminorum metaphisicorum (1595)
- Artificium perorandi (1612)
- Jordani Bruni Nolani opera latine conscripta, Dritter Band (1962) / curantibus F. Tocco et H. Vitelli